# Nautilus (puchar)

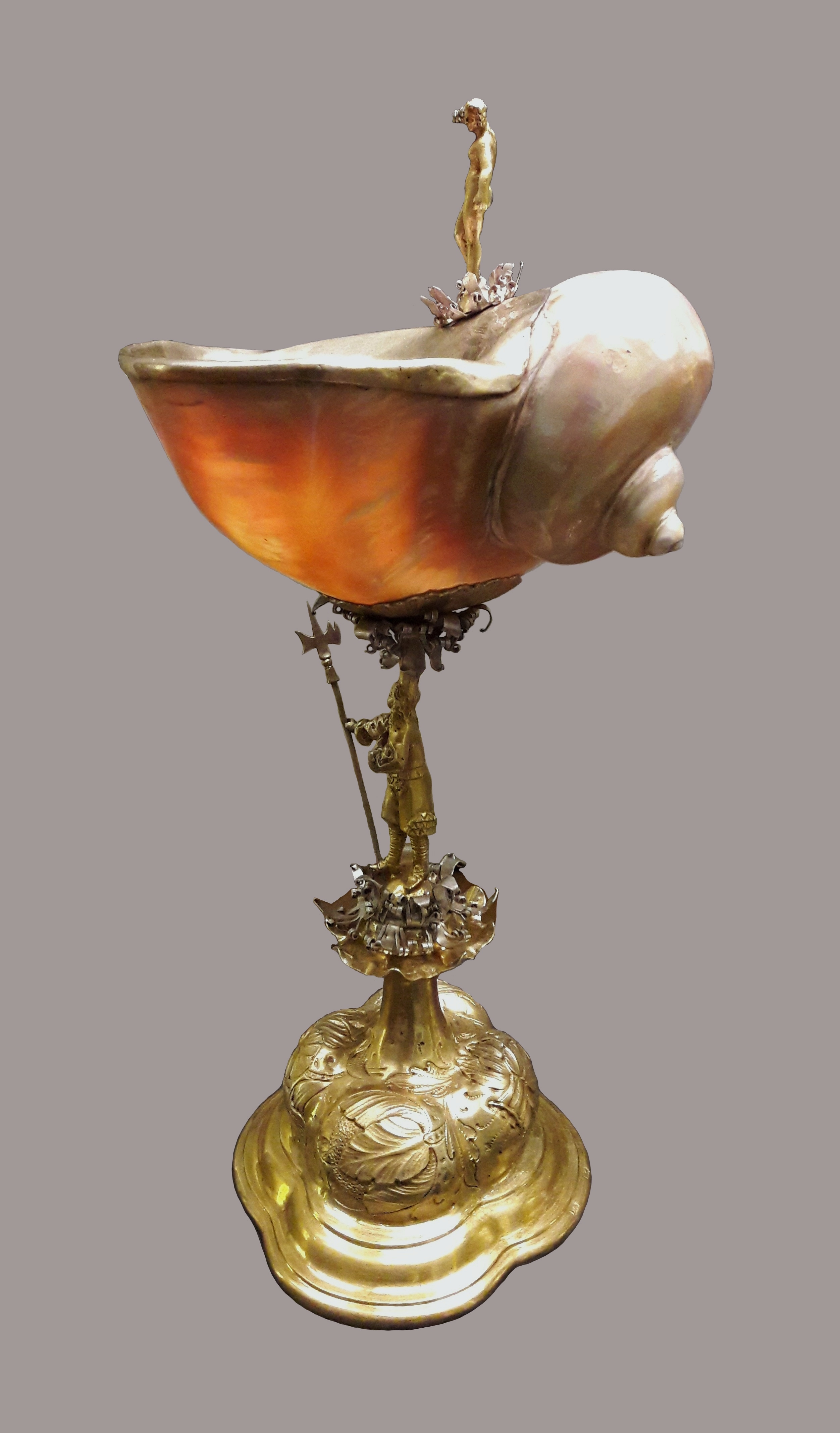
Nautilus z XVII wieku, Muzeum Narodowe w Warszawie

Nautilus – dekoracyjny puchar z czaszą z wypolerowanej muszli głowonoga Nautilus pompilius. Dekoracje i zastosowane ornamenty zwykle nawiązywały do morskiego pochodzenia muszli. Koncha ujęta była w srebrną, cynową lub złotą oprawę zdobioną emalią. Trzon pucharu stanowiło zwykle wyobrażenie jednego z mitologicznych bóstw lub mitycznego stwora morskiego. Trzony mogły być dodatkowo zdobione ażurowymi lub kulistymi nodusami wysadzanymi kamieniami szlachetnymi lub perłami. Pojemność czary nautilusa mogła osiągać 4 litry, a jego wysokość 55 cm.
Moda na nautilusy panowała w Europie w XVI i XVII wieku, produkowano je jeszcze do wieku XIX. Główne ośrodki produkcji nautilusów to Augsburg, Norymberga i Brema, od XVII wieku Gdańsk. Muszle dostarczane były z połowów w Oceanie Indyjskim i Oceanie Spokojnym przez kupców Kompanii Wschodnioindyjskiej.

## Przykłady nautilusów
- puchar z 1596 wykonany przez Jana Jacoba van Royesteyna jako prezent dla królowej Zofii[3]
- nautilus z 1770 autorstwa Jeana Martina, nadwornego złotnika króla Stanisława Augusta, ozdobiony 22 gemmami eksponowany w Muzeum Wiktorii i Alberta w Londynie[3]
- puchar w kształcie pawia wykonany z 1600 przez złotnika Jerzego Hoffmanna (Muzeum Narodowe w Warszawie)[3]
- puchar z herbem opata Aleksandra Kęsowskiego autorstwa Andreasa I Mackensena z lat 1643-1667 (Muzeum Rzemiosła Artystycznego w Berlinie)[5]